# هونگکیائو، ناحیه مینهانگ
هونگکیائو، ناحیه مینهانگ (به لاتین: Hongqiao) یک شهرک در جمهوری خلق چین است که در مینهانگ واقع شده‌است. هونگکیاو ۹ متر بالاتر از سطح دریا واقع شده‌است.